# Gigi D’Agostino
Gigi D’Agostino, właśc. Luigino Celestino Di Agostino (ur. 17 grudnia 1967 w Turynie) – włoski DJ i producent muzyczny.
Agostino zdobył popularność w Europie dzięki singlom wydanym pod koniec lat 90. XX wieku, takim jak „Bla Bla Bla”, „The Riddle”, „La passion” oraz „L’amour toujours”.

## Lata 90.
Karierę DJ-a rozpoczął pod koniec lat 80. w Turynie, debiutując w tamtejszym klubie Woodstock. Był rezydentem klubu Ultimo Impero w latach 1993–1998. Jako producent muzyczny zadebiutował w 1992 roku podwójnym singlem „Noise Maker Theme”, zawierającym remiksy utworów Wendy García („Sexo Sexo”) oraz Rave Tirolers („Uipy”).
W 1993 roku, wraz z Sergio Dattasem i Maurizio De Stefani, rozpoczął projekt muzyczny Voyager, w ramach którego wydał utwory takie jak „Hypnotribe”, „Baseball Furies” i „City of Light”. Wkrótce potem D’Agostino opuścił projekt, który kontynuował działalność bez jego udziału do 1996 roku.
W 1994 roku wydał debiutancki solowy singiel „The Mind’s Journey” oraz rozpoczął współpracę z Danielą Gas. Owocem tej współpracy były albumy: Experiments Vol. 1, Creative Nature Vol. 1, Creative Nature Vol. 1 (Remix) oraz Creative Nature Vol. 2.
W tym samym roku wydał także remiks utworu „No War” zespołu Harmonya. W 1995 roku został członkiem zespołu Gianfranco Bortolottiego – założyciela wytwórni Media Records.
W wytwórni BXR wydał EP Melody Voyager, a następnie kolejne wydawnictwa: Giallone Remix, Fly, Sweetly, New Year’s Day, Gigi’s Violin (które osiągnęły 4. miejsce na liście najlepiej sprzedających się singli we Włoszech), Elektro Message oraz Angel’s Symphony (stworzony we współpracy z Mauro Picotto).
Pod koniec 1996 roku wydał album A Journey Into Space oraz kompilację Le Voyage ’96, która sprzedała się w liczbie 80 tys. egzemplarzy. Następnie ukazała się kolejna składanka – Le Voyage Estate. W tym samym roku wydał też album zatytułowany po prostu Gigi D’Agostino, sprzedany w ponad 60 tys. egzemplarzy.
W międzyczasie jego twórczość zaczęła ewoluować – w utworze „Music” z EP Gin Lemon po raz pierwszy użył wokalu. W 1997 roku wyprodukował wiele remiksów, m.in. „Sharada House Gang – Gipsy Boy”, „Niccolò Fabi – Il giardiniere”, „Raf by Picotto – In 2 My Life” oraz „Divine Works – Ancient Person of My Heart”. W 1998 roku rozpoczął współpracę z Paolo Sandrini, z którym stworzył utwory: „Elisir”, „Cuba Libre”, „The Way” i „Movimento”. Utwór „Elisir” znalazł się na albumie L’amour toujours, natomiast „Cuba Libre” na EP Tanzen.
W 1999 roku wydał kompilację Eurodance Compilation, zawierającą kilka wcześniej niepublikowanych utworów. Album uzyskał platynowy status i przyniósł mu tytuł Najlepszego producenta roku podczas Italian Dance Awards. W tym samym roku ukazał się singiel „Bla Bla Bla / Voyage”, będący pierwszym reprezentantem stylu Lento Violento, który D’Agostino rozwijał w kolejnych latach. Również w 1999 roku wydał EP Tanzen (zawierający m.in. „Another Way”, „The Riddle” i „La passion”) oraz dwupłytowy album L’amour toujours, który osiągnął 10. miejsce na liście najlepiej sprzedających się płyt we Włoszech i uzyskał platynowy certyfikat. Otrzymał także nagrody dla najlepszego DJ-a, producenta roku i artysty reprezentującego Włochy na świecie oraz wyróżnienie Austrian Music Award. Nagrania uzyskały również status złotej płyty w Polsce.

## Od roku 2000
W 2000 roku singiel „The Riddle” sprzedał się w Niemczech w liczbie miliona egzemplarzy, a we Francji – 200 tys. W tym samym roku D’Agostino wydał także dwie EP – Tecno Fes (z remiksem „L’amour toujours”) oraz Tecno Fes Vol. 2.
W październiku 2001 roku powrócił z utworem „Super”, stworzonym we współpracy z Albertino. Singiel osiągnął 2. miejsce wśród najlepiej sprzedających się singli we Włoszech. Za ten utwór artysta otrzymał nagrody: Najlepszy producent dance oraz Public Award podczas Danish DJ’s w Kopenhadze. Następnie wydał EP L’amour toujours EP, a w grudniu 2001 roku kompilację Il Grande Viaggio Vol. 1. Wystąpił także na Donauinselfest w Austrii, gdzie zgromadził publiczność liczącą 70 tys. osób.
W 2003 roku dołączył do radia Radio Italia Network, gdzie prowadził audycję Il Programmino di Gigi D’Agostino. W listopadzie tego roku ukazał się minialbum Silence EP (Underconstruction 1).
W 2004 roku współpracował z artystami takimi jak Molella i Datura; wydał kolejne części albumu Underconstruction oraz kompilację Laboratorio 1, zawierającą nagrania wydane przez wytwórnię Noisemaker.
W listopadzie 2004 roku ukazała się dwupłytowa kompilacja Benessere 1, a w grudniu album L’Amour Toujours II, zawierający niepublikowane wcześniej utwory oraz nowe wersje starszych przebojów. W 2005 roku wydał m.in. Laboratorio 2, Laboratorio 3, singiel „Welfare” z L’Amour Toujours II, trylogię Movimenti Incoerenti Vol. 1–3 (wydaną wyłącznie na winylach), singiel La Batteria Della Mente (z remiksem Roberto Molinaro) oraz winyl La Tarantella dell’Orso. Opublikował również single wydane na płytach winylowych, m.in. Like A Prayer (cover utworu Madonny) oraz Cammino Contento i Minestra EP. Pod koniec 2005 roku ukazała się kompilacja Disco Tanz – many ways for deejays, zawierająca zarówno nowe utwory, jak i wcześniej wydane na winylach, w tym singiel „I Wonder Why”. We wrześniu 2005 roku, dzięki współpracy z Altromondo Studios oraz Provenzano DJ, rozpoczął pracę w radiu m2o, gdzie codziennie prowadził audycję Il Cammino di Gigi D’Agostino, wspólnie z Luca Noise.
W marcu 2006 roku ukazał się album Some Experiments, uważany za wyznacznik stylu artysty – łączący radosne i rytmiczne utwory z kompozycjami o mroczniejszym charakterze. W projekcie udział wziął polski artysta Luigi Elettrico (pod pseudonimem Signor Sosnowski), autor dwóch utworów oraz współtwórca jednego. Efektem tej współpracy były nagrania: Gigi’s Love, Pigia Pigia oraz Those Were the Days.
27 kwietnia 2007 roku ukazał się album Lento Violento …e altre storie, który osiągnął 3. miejsce na włoskiej liście sprzedaży i uzyskał srebrny certyfikat (ponad 20 tys. sprzedanych egzemplarzy), zajmując 1. miejsce wśród producentów niezależnych.
Kilka miesięcy później, 27 lipca, jako Lento Violento Man, D’Agostino wydał podwójny album La Musica Che Pesta. 25 lipca 2008 roku ukazał się album Suono Libero, zawierający 40 utworów.